# Arturo (film 2011)
Arturo (Arthur) è un film del 2011 diretto da Jason Winer ed interpretato da Russell Brand e Jennifer Garner, rifacimento dell'omonimo film del 1981 di Steve Gordon.

## Trama
Arthur Bach è un playboy miliardario che vive tra il lusso sfrenato, gli alcolici e le feste mondane. È un irresponsabile e,  nonostante la sua età, conta ancora nell'aiuto della sua tata. Ma la madre, stanca del comportamento del figlio, minaccia di diseredarlo, a meno che non prenda in moglie la ricca imprenditrice Susan Johnson, dal cui matrimonio potrebbe beneficiare dell'eredità di famiglia di 950 milioni di dollari ed aumentare così la ricchezza familiare dei Bach. Arthur, mal volentieri, accetta di frequentare Susan scoprendo di non avere nulla in comune con lei, finché non incontra Naomi, una guida turistica e aspirante scrittrice di libri per bambini tutt'altro che ricca, di cui si innamorerà a tal punto da capire che nella vita il denaro non è tutto.

## Distribuzione
In italia il film è uscito il 19 ottobre 2011.

## Accoglienza

### Critica
Il film ha ricevuto due nomination durante i Razzie Awards 2011: Peggior attore protagonista per Russell Brand e Peggior prequel, remake, rip-off o sequel.